# 엘라 툰
엘라 앤 툰(영어: Ella Ann Toone, 1999년 9월 2일 ~ )은 잉글랜드의 여자 축구 선수로, 포지션은 중앙 미드필더이다. 현재 잉글랜드 FA 여자 슈퍼리그의 맨체스터 유나이티드 WFC에서 활동하고 있다.